# 孝純王后
孝純王后 趙氏（1715年—1751年），本貫豐壤，趙文命之女。朝鮮王朝追尊王真宗李緈之妻，第22代國王正祖李祘的嗣母。

## 生平
趙氏生於肅宗四十一年十二月十四日，英祖三年（1727年）被冊封為世子嬪，與世子李緈行嘉禮於於義洞本宮（此處曾為孝宗即位前的住所），當時趙氏13歲，李緈9歲。然而隔年李緈病逝於昌慶宮進修堂，諡號「孝章世子」，使得這段婚姻僅僅維持了一年，開始她漫長的守寡生涯。隨著英祖次子李愃的出生，趙氏被改稱為賢嬪，以有別於未來的世子嬪。英祖与大臣商议赵氏徽号之时，曾属意于“哲”、“思”二字。但最后认为“哲嫔”的读音不好，“思”字面目可憎，所以改用“贤嫔”之号为折中之策。根据《承政院日记》的记载，贤嫔虽然寡居，但是对英祖非常孝顺。英祖喜欢吃栗子，贤嫔常常亲自下厨制作。甚至英祖深夜欲食栗子，贤嫔都会立即奉上。英祖也因为贤嫔的孝顺，对儿媳非常疼爱，常说自从孝章世子死后，唯以贤嫔为念，以至于称贤嫔为知己。英祖二十七年十一月十四日趙氏病逝於昌慶宮建極堂，享年37歲，諡號孝純，全稱孝純賢嬪。隔年世子李愃的次子李祘出生。
英祖四十年（1764年），李祘被英祖安排成為李緈與趙氏的養子，以維護李祘的王位繼承權，儘管當時他的嗣父母早已不在人世。英祖五十二年（1776年）賜號李緈為承統世子，趙氏則是孝純承統世子嬪，不久英祖過世，王世孫李祘繼位後，追崇養父李緈為「真宗大王」，養母趙氏為徽貞賢淑孝純王后。純宗元年追尊趙氏為皇后，全稱徽貞賢淑孝純昭皇后。

## 家族
孝純王后的外祖父李相伯（韓語：이상백，1648－1721）本貫全州李氏，是朝鮮太宗長子讓寧大君一派的宗室後代；然而由於他的祖先有過繼關係存在，就真正的血緣關係而言，李相伯是朝鮮定宗庶七子守道君李德生的第十代子孫。